# Vuelta a Colombia 1978
La 28.ª edición de la Vuelta a Colombia tuvo lugar entre el 6 y el 18 de marzo de 1978. El boyacense Rafael Antonio Niño del equipo Benotto-Rodania se coronó por quinta vez como campeón de la Vuelta con un tiempo de 42 h, 2 min y 11 s.

## Equipos participantes[2]
| Equipo                       | Categoría  |
| ---------------------------- | ---------- |
| Benotto-Rodania              | Aficionado |
| Castalia                     | Aficionado |
| Chile                        | Aficionado |
| Ciclo Mantilla               | Aficionado |
| Cundinamarca                 | Aficionado |
| Ferretería Reina             | Aficionado |
| Gardiol Woller               | Aficionado |
| Gobernación de Nariño        | Aficionado |
| Industrias Riaño             | Aficionado |
| Jardines de los Andes        | Aficionado |
| Libreta de Plata             | Aficionado |
| Licorera de Nariño           | Aficionado |
| Licorera-Lotería de Boyacá   | Aficionado |
| Malta Andina                 | Aficionado |
| Meta                         | Aficionado |
| Ministerio de Obras Públicas | Aficionado |
| Norte de Santander           | Aficionado |
| Panadería San José-Huila     | Aficionado |
| Pastas Nuria-Valle           | Aficionado |
| Putumayo                     | Aficionado |
| San Andresito-Cali           | Aficionado |
| Solfer                       | Aficionado |
| Venezuela                    | Aficionado |

## Etapas
| Etapa      | Fecha       | Recorrido                                    | Distancia (km)       | Ganador               | Líder                |                      |
| ---------- | ----------- | -------------------------------------------- | -------------------- | --------------------- | -------------------- | -------------------- |
| 1.ª etapa  | 6 de marzo  | Ipiales - Pasto                              | 83                   | Efraín Pulido         | Efraín Pulido        |                      |
| 2.ª etapa  | 7 de marzo  | Pasto - El Bordo                             | 167                  | Luis Enrique Murillo  | Luis Enrique Murillo |                      |
| 3.ª etapa  | 8 de marzo  | Popayán - Jamundí (Originalmente hasta Cali) | 110 (134)            | Gonzalo Marín         | Luis Enrique Murillo |                      |
| 4.ª etapa  | 9 de marzo  | Florida - Palmira                            | 25 (CRI)             | Rafael Antonio Niño   | Luis Enrique Murillo |                      |
| 5.ª etapa  | 9 de marzo  | El Cerrito - Pereira                         | 167                  | Jorge Amable Vásquez  | Luis Enrique Murillo |                      |
| 6.ª etapa  | 10 de marzo | Pereira - Manizales                          | 51                   | Plinio Casas          | Luis Enrique Murillo |                      |
| 7.ª etapa  | 11 de marzo | Riosucio - Medellín                          | 154                  | Juan de Dios Morales  | Arturo Matamoros     |                      |
|            | 12 de marzo | Descanso en Medellín                         | Descanso en Medellín | Descanso en Medellín  | Descanso en Medellín | Descanso en Medellín |
| 8.ª etapa  | 13 de marzo | Medellín - Riosucio                          | 154                  | Heriberto Urán        | Arturo Matamoros     |                      |
| 9.ª etapa  | 14 de marzo | Manizales - Cajamarca                        | 153                  | Gonzalo Marín         | Rafael Antonio Niño  |                      |
| 10.ª etapa | 15 de marzo | Chicoral - Neiva                             | 177                  | Juan de Dios Morales  | Rafael Antonio Niño  |                      |
| 11.ª etapa | 16 de marzo | Neiva - Girardot                             | 184                  | William Cañón         | Rafael Antonio Niño  |                      |
| 12.ª etapa | 17 de marzo | Girardot - Bogotá                            | 137                  | Julio Alberto Rubiano | Rafael Antonio Niño  |                      |
| 13.ª etapa | 18 de marzo | Circuito Autódromo de Bogotá                 | 100                  | Sergio Aurelio Melo   | Rafael Antonio Niño  |                      |

## Clasificaciones finales

### Clasificación general
Los diez primeros en la clasificación general final fueron:
| Clasificación general |                       |                              |                  |
| Ciclista              | Ciclista              | Equipo                       | Tiempo           |
| --------------------- | --------------------- | ---------------------------- | ---------------- |
| 1.º                   | Rafael Antonio Niño   | Benotto-Rodania              | 42 h 02 min 11 s |
| 2.º                   | Alfonso Flórez Ortiz  | Castalia                     | + 1 min 17 s     |
| 3.º                   | Gonzalo Marín         | Castalia                     | + 1 min 27 s     |
| 4.º                   | Álvaro Pachón Morales | Malta Andina                 | + 2 min 46 s     |
| 5.º                   | Manuel Ignacio León   | Licorera-Lotería de Boyacá   | + 3 min 10 s     |
| 6.º                   | Arturo Matamoros      | Libreta de Plata             | + 3 min 17 s     |
| 7.º                   | Efraín Pulido         | Libreta de Plata             | + 3 min 55 s     |
| 8.º                   | Julio Alberto Rubiano | Ministerio de Obras Públicas | + 6 min 07 s     |
| 9.º                   | Norberto Cáceres      | Cundinamarca                 | + 6 min 40 s     |
| 10.º                  | Plinio Casas          | Licorera-Lotería de Boyacá   | + 6 min 52 s     |

### Clasificación de la montaña
| Clasificación de la montaña |                       |                              |        |
| Ciclista                    | Ciclista              | Equipo                       | Puntos |
| --------------------------- | --------------------- | ---------------------------- | ------ |
| 1.º                         | Luis Enrique Murillo  | Ministerio de Obras Públicas | 10     |
| 2.º                         | Rafael Antonio Niño   | Benotto-Rodania              | 10     |
| 3.º                         | Julio Alberto Rubiano | Ministerio de Obras Públicas | 8      |
| 3.º                         | Norberto Cáceres      | Cundinamarca                 | 8      |

### Clasificación de las metas volantes
| Clasificación de las metas volantes |                       |              |        |
| Ciclista                            | Ciclista              | Equipo       | Puntos |
| ----------------------------------- | --------------------- | ------------ | ------ |
| 1.º                                 | Héctor Julio Mayorga  | Cundinamarca | 30     |
| 2.º                                 | Ernesto Sandoval      | Nariño       | 29     |
| 3.º                                 | Carlos Augusto Feijoo | Meta         | 25     |

### Clasificación de la combinada
| Clasificación de la combinada |                     |                 |        |
| Ciclista                      | Ciclista            | Equipo          | Puntos |
| ----------------------------- | ------------------- | --------------- | ------ |
| 1.º                           | Gonzalo Marín       | Castalia        | 61     |
| 2.º                           | Norberto Cáceres    | Cundinamarca    | 63     |
| 3.º                           | Rafael Antonio Niño | Benotto-Rodania | 64     |

### Clasificación de la regularidad
| Clasificación de la regularidad |                       |                              |        |
| Ciclista                        | Ciclista              | Equipo                       | Puntos |
| ------------------------------- | --------------------- | ---------------------------- | ------ |
| 1.º                             | Gonzalo Marín         | Castalia                     | 14     |
| 2.º                             | Rafael Antonio Niño   | Benotto-Rodania              | 13     |
| 2.º                             | Julio Alberto Rubiano | Ministerio de Obras Públicas | 13     |

### Clasificación de los novatos
| Clasificación de los novatos |                     |              |        |
| Ciclista                     | Ciclista            | Equipo       | Tiempo |
| ---------------------------- | ------------------- | ------------ | ------ |
| 1.º                          | Rafael Tolosa Calvo | Cundinamarca | ND     |

### Clasificación por equipos
| Clasificación por equipos |                            |                   |
| Equipo                    | Equipo                     | Tiempo            |
| ------------------------- | -------------------------- | ----------------- |
| 1.º                       | Castalia                   | 126 h 12 min 19 s |
| 2.º                       | Licorera-Lotería de Boyacá | + 10 min 53 s     |
| 3.º                       | Libreta de Plata           | + 11 min 59 s     |